# Szermierka na Letnich Igrzyskach Olimpijskich 1908 – szpada indywidualnie (mężczyźni)
Szpada indywidualnie mężczyzn była jedną z konkurencji szermierczych na Letnich Igrzyskach Olimpijskich 1908. Zawody odbyły się w dniach 17–24 lipca. W zawodach uczestniczyło 85 zawodników z 12 państw.

## Wyniki

### Runda 1
W pierwszej rundzie walczono systemem każdy z każdym do pierwszego trafienia. Podwójne trafienie było zapisywane jako trafienie otrzymane na konto dwóch zawodników.

#### Grupa A
| Miejsce | Zawodnik         | Państwo              | Trafień | Otrzymane |
| ------- | ---------------- | -------------------- | ------- | --------- |
| 1       | Lauritz Østrup   | Dania                | 5       | 1         |
| 2       | Bernard Gravier  | Francja              | 4       | 2         |
| 2       | Jaroslav Tuček   |                      | 4       | 2         |
| 4       | Eric Carlberg    | Szwecja              | 3       | 3         |
| 5       | Pontus von Rosen | Szwecja              | 3       | 4         |
| 6       | Georg Stöhr      | Cesarstwo Niemieckie | 2       | 5         |
| 7       | Luke Fildes      | Wielka Brytania      | 2       | 6         |

#### Grupa B
| Miejsce | Zawodnik                | Państwo              | Trafień | Otrzymane |
| ------- | ----------------------- | -------------------- | ------- | --------- |
| 1       | Vlastimil Lada-Sázavský |                      | 5       | 1         |
| 2       | Charles Collignon       | Francja              | 5       | 2         |
| 3       | Pietro Speciale         |                      | 3       | 3         |
| 4       | Herbert Sander          | Dania                | 2       | 4         |
| 4       | Johan van Schreven      | Holandia             | 4       | 4         |
| 6       | Walter Gates            |                      | 3       | 5         |
| 6       | Fritz Jack              | Cesarstwo Niemieckie | 2       | 5         |

#### Grupa C
| Miejsce | Zawodnik       | Państwo              | Trafień | Otrzymane |
| ------- | -------------- | -------------------- | ------- | --------- |
| 1       | Jacques Marais | Francja              | 5       | 0         |
| 2       | Ejnar Levison  | Dania                | 3       | 2         |
| 2       | Gaston Renard  | Belgia               | 3       | 2         |
| 4       | Johannes Adam  | Cesarstwo Niemieckie | 1       | 4         |
| 4       | John Blake     | Wielka Brytania      | 2       | 4         |
| 4       | Max Dwinger    | Holandia             | 2       | 4         |

#### Grupa D
| Miejsce | Zawodnik              | Państwo         | Trafień | Otrzymane |
| ------- | --------------------- | --------------- | ------- | --------- |
| 1       | Herman Georges Berger | Francja         | 7       | 0         |
| 2       | Otto Becker           | Dania           | 4       | 4         |
| 2       | Hans Bergsland        | Norwegia        | 4       | 4         |
| 2       | Dino Diana            |                 | 4       | 4         |
| 2       | Martin Holt           | Wielka Brytania | 3       | 4         |
| 2       | Vilém Tvrzský         |                 | 4       | 4         |
| 7       | Albert Sarens         | Belgia          | 3       | 6         |
| 7       | George van Rossem     | Holandia        | 2       | 6         |

| Miejsce | Zawodnik       | Państwo         | Trafień | Otrzymane |
| ------- | -------------- | --------------- | ------- | --------- |
| 2       | Otto Becker    | Dania           | 3       | 2         |
| 2       | Dino Diana     |                 | 3       | 2         |
| 2       | Martin Holt    | Wielka Brytania | 2       | 2         |
| 2       | Vilém Tvrzský  |                 | 2       | 2         |
| 6       | Hans Bergsland | Norwegia        | 1       | 3         |

| Miejsce | Zawodnik      | Państwo         | Trafień | Otrzymane |
| ------- | ------------- | --------------- | ------- | --------- |
| 2       | Martin Holt   | Wielka Brytania | 2       | 1         |
| 2       | Vilém Tvrzský |                 | 2       | 1         |
| 4       | Otto Becker   | Dania           | 1       | 2         |
| 4       | Dino Diana    |                 | 1       | 2         |

#### Grupa E
| Miejsce | Zawodnik                     | Państwo              | Trafień | Otrzymane |
| ------- | ---------------------------- | -------------------- | ------- | --------- |
| 1       | Gaston Alibert               | Francja              | 7       | 1         |
| 2       | Fernand de Montigny          | Belgia               | 5       | 3         |
| 2       | Ivan Osiier                  | Dania                | 5       | 3         |
| 4       | Percival Davson              | Wielka Brytania      | 3       | 4         |
| 4       | Sante Ceccherini             |                      | 4       | 4         |
| 6       | Otakar Lada                  |                      | 3       | 5         |
| 7       | Robert Krünert               | Cesarstwo Niemieckie | 2       | 6         |
| 7       | Maurits Jacob van Löben Sels | Holandia             | 3       | 6         |

#### Grupa F
| Miejsce | Zawodnik         | Państwo              | Trafień | Otrzymane |
| ------- | ---------------- | -------------------- | ------- | --------- |
| 1       | François Rom     | Belgia               | 4       | 1         |
| 2       | Giulio Cagiati   |                      | 4       | 2         |
| 2       | Sydney Martineau | Wielka Brytania      | 3       | 2         |
| 4       | Henry Peyron     | Szwecja              | 3       | 3         |
| 5       | Albert Naumann   | Cesarstwo Niemieckie | 1       | 4         |
| 5       | Bedřich Schejbal |                      | 1       | 4         |

#### Grupa G
| Miejsce | Zawodnik                   | Państwo              | Trafień | Otrzymane |
| ------- | -------------------------- | -------------------- | ------- | --------- |
| 1       | Leaf Daniell               | Wielka Brytania      | 5       | 1         |
| 2       | Vilém Goppold von Lobsdorf |                      | 4       | 2         |
| 3       | Fernand Bosmans            | Belgia               | 4       | 3         |
| 3       | Frédéric Dubourdieu        | Francja              | 4       | 3         |
| 3       | Emil Schön                 | Cesarstwo Niemieckie | 4       | 3         |
| 6       | Dezső Földes               |                      | 1       | 5         |
| 7       | Willem van Blijenburgh     | Holandia             | 1       | 6         |

| Miejsce | Zawodnik            | Państwo              |
| ------- | ------------------- | -------------------- |
| 3       | Fernand Bosmans     | Belgia               |
| 4       | Frédéric Dubourdieu | Francja              |
| 4       | Emil Schön          | Cesarstwo Niemieckie |

#### Grupa H
| Miejsce | Zawodnik                 | Państwo              | Trafień | Otrzymane |
| ------- | ------------------------ | -------------------- | ------- | --------- |
| 1       | Alfred Labouchere        | Holandia             | 5       | 1         |
| 2       | Paul Anspach             | Belgia               | 5       | 2         |
| 3       | Ralph Chalmers           | Wielka Brytania      | 3       | 3         |
| 3       | Jacques Rodocanachi      | Francja              | 3       | 3         |
| 5       | Jakob Erckrath de Bary   | Cesarstwo Niemieckie | 4       | 4         |
| 5       | Alessandro Pirzio Biroli |                      | 3       | 4         |
| 7       | František Dušek          |                      | 0       | 6         |

| Miejsce | Zawodnik            | Państwo         | Trafień | Otrzymane |
| ------- | ------------------- | --------------- | ------- | --------- |
| 3       | Jacques Rodocanachi | Francja         | 1       | 0         |
| 4       | Ralph Chalmers      | Wielka Brytania | 0       | 1         |

#### Grupa I
| Miejsce | Zawodnik             | Państwo              | Trafień | Otrzymane |
| ------- | -------------------- | -------------------- | ------- | --------- |
| 1       | Robert Montgomerie   | Wielka Brytania      | 6       | 1         |
| 2       | Gustaf Lindblom      | Szwecja              | 5       | 3         |
| 2       | Giuseppe Mangiarotti |                      | 5       | 3         |
| 2       | Robert Quennessen    | Francja              | 3       | 3         |
| 5       | Frantz Jørgensen     | Dania                | 3       | 4         |
| 6       | Percy Nobbs          | Kanada               | 2       | 6         |
| 6       | August Petri         | Cesarstwo Niemieckie | 2       | 6         |

| Miejsce | Zawodnik             | Państwo |
| ------- | -------------------- | ------- |
| 2       | Gustaf Lindblom      | Szwecja |
| 2       | Robert Quennessen    | Francja |
| 4       | Giuseppe Mangiarotti | Włochy  |

#### Grupa J
| Miejsce | Zawodnik          | Państwo              | Trafień | Otrzymane |
| ------- | ----------------- | -------------------- | ------- | --------- |
| 1       | Edgar Amphlett    | Wielka Brytania      | 4       | 1         |
| 1       | Jetze Doorman     | Holandia             | 4       | 1         |
| 3       | Eugène Olivier    | Francja              | 3       | 2         |
| 4       | Béla Zulawszky    |                      | 2       | 4         |
| 4       | Ernst Moldenhauer | Cesarstwo Niemieckie | 1       | 4         |
| 4       | Pietro Sarzano    |                      | 2       | 4         |

#### Grupa K
| Miejsce | Zawodnik            | Państwo         | Trafień | Otrzymane |
| ------- | ------------------- | --------------- | ------- | --------- |
| 1       | Marcello Bertinetti |                 | 3       | 1         |
| 2       | Cecil Haig          | Wielka Brytania | 2       | 2         |
| 2       | Paul le Blon        | Belgia          | 3       | 2         |
| 2       | Simon Okker         | Holandia        | 3       | 2         |
| 5       | Georg Branting      | Szwecja         | 0       | 4         |

| Miejsce | Zawodnik     | Państwo         |
| ------- | ------------ | --------------- |
| 2       | Paul le Blon | Belgia          |
| 3       | Cecil Haig   | Wielka Brytania |
| 4       | Simon Okker  | Holandia        |

#### Grupa L
| Miejsce | Zawodnik           | Państwo         | Trafień | Otrzymane |
| ------- | ------------------ | --------------- | ------- | --------- |
| 1       | Alexandre Lippmann | Francja         | 4       | 1         |
| 1       | Fernand Stuyck     | Belgia          | 5       | 1         |
| 3       | Riccardo Nowak     |                 | 3       | 2         |
| 4       | Birger Cnattingius | Szwecja         | 1       | 4         |
| 4       | Edgar Seligman     | Wielka Brytania | 2       | 4         |
| 6       | Gösta Olson        | Szwecja         | 1       | 5         |

#### Grupa M
| Miejsce | Zawodnik              | Państwo              | Trafień | Otrzymane |
| ------- | --------------------- | -------------------- | ------- | --------- |
| 1       | Jean Stern            | Francja              | 4       | 1         |
| 2       | Henri Davids          | Wielka Brytania      | 2       | 2         |
| 2       | Marcel Van Langenhove | Belgia               | 2       | 2         |
| 4       | Julius Lichtenfels    | Cesarstwo Niemieckie | 2       | 3         |
| 4       | Péter Tóth            | Węgry                | 1       | 3         |

### Runda 2
Zawodników podzielono na 7 grup pięcioosobowych i jedną czteroosobową. Dwóch najlepszych zawodników awansowało do półfinału.

#### Grupa 1
| Miejsce | Zawodnik       | Państwo  | Trafień | Otrzymane |
| ------- | -------------- | -------- | ------- | --------- |
| 1       | Paul le Blon   | Belgia   | 4       | 1         |
| 2       | Jetze Doorman  | Holandia | 2       | 2         |
| 2       | Jean Stern     | Francja  | 4       | 2         |
| 4       | Fernand Stuyck | Belgia   | 1       | 3         |
| 5       | Ejnar Levison  | Dania    | 1       | 4         |

| Miejsce | Zawodnik      | Państwo  | Trafień | Otrzymane |
| ------- | ------------- | -------- | ------- | --------- |
| 2       | Jean Stern    | Francja  | 1       | 0         |
| 3       | Jetze Doorman | Holandia | 0       | 1         |

#### Grupa 2
| Miejsce | Zawodnik            | Państwo         | Trafień | Otrzymane |
| ------- | ------------------- | --------------- | ------- | --------- |
| 1       | Lauritz Østrup      | Dania           | 3       | 1         |
| 2       | Ivan Osiier         | Dania           | 2       | 2         |
| 2       | Gaston Renard       | Belgia          | 2       | 2         |
| 2       | Jacques Rodocanachi | Francja         | 2       | 2         |
| 5       | Edgar Amphlett      | Wielka Brytania | 1       | 3         |

| Miejsce | Zawodnik            | Państwo |
| ------- | ------------------- | ------- |
| 2       | Gaston Renard       | Belgia  |
| 3       | Ivan Osiier         | Dania   |
| 3       | Jacques Rodocanachi | Francja |

#### Grupa 3
| Miejsce | Zawodnik                   | Państwo         | Trafień | Otrzymane |
| ------- | -------------------------- | --------------- | ------- | --------- |
| 1       | Gaston Alibert             | Francja         | 4       | 0         |
| 2       | Herman Georges Berger      | Francja         | 3       | 2         |
| 2       | Vilém Goppold von Lobsdorf |                 | 2       | 2         |
| 4       | Pietro Speciale            |                 | 1       | 3         |
| 5       | Henri Davids               | Wielka Brytania | 1       | 4         |

| Miejsce | Zawodnik                   | Państwo | Trafień | Otrzymane |
| ------- | -------------------------- | ------- | ------- | --------- |
| 2       | Herman Georges Berger      | Francja | 1       | 0         |
| 3       | Vilém Goppold von Lobsdorf |         | 0       | 1         |

#### Grupa 4
| Miejsce | Zawodnik           | Państwo         | Trafień | Otrzymane |
| ------- | ------------------ | --------------- | ------- | --------- |
| 1       | Martin Holt        | Wielka Brytania | 3       | 1         |
| 2       | Bernard Gravier    | Francja         | 2       | 2         |
| 2       | Robert Montgomerie | Wielka Brytania | 2       | 2         |
| 2       | Vilém Tvrzský      |                 | 2       | 2         |
| 5       | Jacques Marais     | Francja         | 1       | 3         |

| Miejsce | Zawodnik           | Państwo         |
| ------- | ------------------ | --------------- |
| 2       | Robert Montgomerie | Wielka Brytania |
| 3       | Bernard Gravier    | Francja         |
| 3       | Vilém Tvrzský      |                 |

#### Grupa 5
| Miejsce | Zawodnik                | Państwo         | Trafień | Otrzymane |
| ------- | ----------------------- | --------------- | ------- | --------- |
| 1       | Guataf Lindblom         | Szwecja         | 3       | 1         |
| 1       | Alexandre Lippmann      | Francja         | 4       | 1         |
| 3       | Leaf Daniell            | Wielka Brytania | 3       | 2         |
| 4       | Marcello Bertinetti     |                 | 1       | 3         |
| 5       | Vlastimil Lada-Sázavský |                 | 0       | 4         |

#### Grupa 6
| Miejsce | Zawodnik              | Państwo | Trafień | Otrzymane |
| ------- | --------------------- | ------- | ------- | --------- |
| 1       | François Rom          | Belgia  | 3       | 1         |
| 2       | Fernand Bosmans       | Belgia  | 4       | 2         |
| 3       | Charles Collignon     | Francja | 1       | 3         |
| 3       | Marcel Van Langenhove | Belgia  | 2       | 3         |
| 3       | Riccardo Nowak        |         | 2       | 3         |

#### Grupa 7
| Miejsce | Zawodnik            | Państwo         | Trafień | Otrzymane |
| ------- | ------------------- | --------------- | ------- | --------- |
| 1       | Paul Anspach        | Belgia          | 3       | 1         |
| 2       | Alfred Labouchere   | Holandia        | 2       | 2         |
| 2       | Sydney Martineau    | Wielka Brytania | 2       | 2         |
| 2       | Fernand de Montigny | Belgia          | 2       | 2         |
| 5       | Jaroslav Tuček      |                 | 1       | 3         |

| Miejsce | Zawodnik            | Państwo         |
| ------- | ------------------- | --------------- |
| 2       | Alfred Labouchere   | Holandia        |
| 3       | Sydney Martineau    | Wielka Brytania |
| 3       | Fernand de Montigny | Belgia          |

#### Grupa 8
| Miejsce | Zawodnik          | Państwo         | Trafień | Otrzymane |
| ------- | ----------------- | --------------- | ------- | --------- |
| 1       | Cecil Haig        | Wielka Brytania | 2       | 1         |
| 1       | Eugène Olivier    | Francja         | 2       | 1         |
| 3       | Giulio Cagiati    |                 | 1       | 2         |
| 3       | Robert Quennessen | Francja         | 1       | 2         |

### Półfinały
W każdym półfinale walczyło 8 zawodników. 4 awansowało do finału.

#### Półfinał 1
| Miejsce | Zawodnik              | Państwo         | Trafień | Otrzymane |
| ------- | --------------------- | --------------- | ------- | --------- |
| 1       | Gaston Alibert        | Francja         | 7       | 2         |
| 2       | Cecil Haig            | Wielka Brytania | 4       | 3         |
| 2       | Alfred Labouchere     | Holandia        | 4       | 3         |
| 4       | Robert Montgomerie    | Wielka Brytania | 3       | 4         |
| 5       | Herman Georges Berger | Francja         | 4       | 5         |
| 5       | Gaston Renard         | Belgia          | 3       | 5         |
| 5       | François Rom          | Belgia          | 5       | 5         |
| 8       | Fernand Bosmans       | Belgia          | 4       | 7         |

#### Półfinał 2
| Miejsce | Zawodnik           | Państwo         | Trafień | Otrzymane |
| ------- | ------------------ | --------------- | ------- | --------- |
| 1       | Paul Anspach       | Belgia          | 5       | 2         |
| 2       | Martin Holt        | Wielka Brytania | 4       | 3         |
| 3       | Alexandre Lippmann | Francja         | 5       | 4         |
| 3       | Eugène Olivier     | Francja         | 5       | 4         |
| 3       | Jean Stern         | Francja         | 3       | 4         |
| 6       | Gustaf Lindblom    | Szwecja         | 4       | 5         |
| 6       | Lauritz Østrup     | Dania           | 5       | 5         |
| 8       | Paul le Blon       | Belgia          | 2       | 6         |

| Miejsce | Zawodnik           | Państwo | Trafień | Otrzymane |
| ------- | ------------------ | ------- | ------- | --------- |
| 3       | Alexandre Lippmann | Francja | 2       | 0         |
| 4       | Eugène Olivier     | Francja | 1       | 1         |
| 5       | Jean Stern         | Francja | 0       | 2         |

### Finał
| Miejsce | Zawodnik           | Państwo         | Trafień | Otrzymane |
| ------- | ------------------ | --------------- | ------- | --------- |
| 1       | Gaston Alibert     | Francja         | 7       | 2         |
| 2       | Alexandre Lippmann | Francja         | 5       | 3         |
| 2       | Robert Montgomerie | Wielka Brytania | 6       | 3         |
| 2       | Eugène Olivier     | Francja         | 4       | 3         |
| 5       | Paul Anspach       | Belgia          | 2       | 5         |
| 5       | Cecil Haig         | Wielka Brytania | 2       | 5         |
| 5       | Alfred Labouchere  | Holandia        | 2       | 5         |
| 8       | Martin Holt        | Wielka Brytania | 2       | 6         |

| Miejsce | Zawodnik           | Państwo         | Trafień | Otrzymane |
| ------- | ------------------ | --------------- | ------- | --------- |
| 2       | Alexandre Lippmann | Francja         | 2       | 0         |
| 3       | Eugène Olivier     | Francja         | 1       | 1         |
| 4       | Robert Montgomerie | Wielka Brytania | 0       | 2         |